# 선하고 필연적인 결론
선하고 필연적인 결론(Good and necessary consequence)이라는 어구는 몇 세기 전에 일반적으로 사용되었으며, 현대에 사용하는 논리라는 일반적 제목에 해당하는 말이다. 논리적 추론에 의해 타당하게 도달하도록 합리화 하며, 추론적 합리화로도 표현할 수 있다.
보다 구체적으로는 용어적 논리로 이해되는 것을 말하며, 전통적인 논리, 또는 오늘날 말하는 형태적 논리의 부분으로도 말할 수 있다. 이것은 논증의 형태의 타당성 여부를 취급하는 데 사용한다.
여기서 선하다라는 말은 '타당성 있는 논증 형태'를 의도함으로 표현할 수 있다. 주로, 성경에서 추론을 만들어 낼 때 사용하며, 웨스트민스터 신앙고백의 1장 6절에 사용되었고, 하이델베르크 요리문답과 벨직 신앙고백에도 사용되었다.